# Tillandsia setacea
Tillandsia setacea es una especie de planta epífita dentro del género  Tillandsia, perteneciente a la  familia de las bromeliáceas. Es originaria de América.

## Descripción
Son plantas epífitas que alcanzan un tamaño de 20-35 cm en flor, acaules. Hojas de 20-30 (-50) cm; vainas de 5-8 mm de ancho, pardo pálido a ferrugíneo lepidotas; láminas de 1-2 mm de ancho, densamente adpreso lepidotas, filiformes, atenuadas, involutas. Escapo generalmente más corto que las hojas, erecto; brácteas más largas que los entrenudos. Inflorescencia simple o 1-pinnado compuesta, erecta; brácteas primarias más largas que las espigas inferiores, como las brácteas superiores del escapo; espigas 1.4-3.5 cm, erectas a suberectas, con (2-) 3-4 flores. Brácteas florales 0.8-1.6 cm, más largas que los sépalos, imbricadas, erectas, ecarinadas, nervadas, densa a moderadamente cinéreo lepidotas, cartáceas a subcoriáceas. Flores dísticas o débilmente polísticas, sésiles o con pedicelos hasta 1,5 mm; sépalos 0,7-1,3 cm, lisos, cartáceos a subcoriáceos, glabros a esparcidamente lepidotos, los 2 posteriores carinados, libres del sépalo anterior ecarinado; pétalos violeta.

## Distribución
Se distribuyen por Estados Unidos, México, Mesoamérica, Brasil, Antillas.

## Cultivares
- Tillandsia 'But'[9]

## Taxonomía
Tillandsia setacea fue descrita por Peter Olof Swartz y publicado en Flora Indiae Occidentalis 1: 593. 1797.

Etimología
Tillandsia: nombre genérico que fue nombrado por Carlos Linneo en 1738 en honor al médico y botánico finlandés Dr. Elias Tillandz (originalmente Tillander) (1640-1693).
setacea: epíteto latíno que significa "con cerdas"
Sinonimia
- Diaphoranthema versicolor Beer
- Platystachys disticha (L.) Beer
- Renealmia disticha L.
- Renealmia monostachya L. ex Baker
- Tillandsia bromoides Mez
- Tillandsia caespitosa Leconte
- Tillandsia calamifolia Salisb.
- Tillandsia disticha (L.) Willd. ex Schult. & Schult.f.
- Tillandsia setacea var. tenuifolia Chapm.
- Vriesea disticha (L.) Kuntze
- Vriesea setacea Hook. ex Mez[11][12]